# Walbert
Walbert ou Walbert de Hainaut ou Saint Walber ou Walbert de Lommois est né au VIe siècle après Jésus Christ, il est régent de la région de la Sambre et de la Meuse sous Clotaire II et gouverneur du Hainaut sous Dagobert Ier.
Il épouse vers 610, Bertille de Thuringe. Ses deux filles (sainte Waudru et sainte Aldegonde) seront canonisées.
Il possède un château à Cousolre.
À la suite de la conversion de sa fille Aldegonde, il se convertit au christianisme avec sa femme.
À sa mort, en 643, il devient Saint Walber (en latin : Waldebertus).
Aujourd'hui, il existe à Cousolre une chapelle qui lui est consacrée.